# فرودگاه سیوداد لیبرتاد
فرودگاه سیوداد لیبرتاد (به انگلیسی: Ciudad Libertad Airport) یک فرودگاه همگانی است که یک باند فرود آسفالت دارد و طول باند آن ۲۰۶۵ متر است. این فرودگاه در شهر هاوانا کشور کوبا قرار دارد و در ارتفاع ۳۰ متری از سطح دریا واقع شده‌است.